# Campeonato Mundial de Voleibol Masculino Sub-21 de 2011
O Campeonato Mundial de Voleibol Masculino Sub-21 de 2011 foi a 16ª edição da competição, disputada entre 16 seleções mundiais, no período de 1 a 10 de agosto , sendo realizada nas cidades brasileiras Rio de Janeiro e Niterói.
A edição foi vencida pela Seleção Russa que conquistou seu oitavo título na categoria e o jogador deste time Leonid Shchadilov foi premiado como Melhor Jogador (MVP)

## Equipes qualificadas
| Torneio de qualificação                                  | ! Data                      | Sede                      | Vagas | Qualificados   | Última participação |
| -------------------------------------------------------- | --------------------------- | ------------------------- | ----- | -------------- | ------------------- |
| País-sede                                                | 2011                        | Lausana                   | 1     | Brasil         | 2009                |
| Campeonato Europeu Sub-21 de 2010                        | 17 a 22 de maio de 2010     | Vários                    | 1     | Rússia         | 2009                |
| Campeonato NORCECA de 2010                               | 14 a 22 de agosto de 2010   | Gatineau                  | 3     | Estados Unidos | 2009                |
| Campeonato NORCECA de 2010                               | 14 a 22 de agosto de 2010   | Gatineau                  | 3     | Canadá         | 2009                |
| Campeonato NORCECA de 2010                               | 14 a 22 de agosto de 2010   | Gatineau                  | 3     | Porto Rico     | 1997                |
| Campeonato Asiático de 2010                              | 22 a 26 de setembro de 2010 | Nakhon Pathom- Ratchaburi | 3     | Japão          | 2009                |
| Campeonato Asiático de 2010                              | 22 a 26 de setembro de 2010 | Nakhon Pathom- Ratchaburi | 3     | Irã            | 2009                |
| Campeonato Asiático de 2010                              | 22 a 26 de setembro de 2010 | Nakhon Pathom- Ratchaburi | 3     | Índia          | 2009                |
| Campeonato Sul-Americano de 2010                         | 23 a 27 de outubro de 2012  | Santiago                  | 1     | Argentina      | 2009                |
| Campeonato Africano de 2013                              | 2 a 10 de outubro de 2010   | Misrata                   | 2     | Tunísia        | 2009                |
| Campeonato Africano de 2013                              | 2 a 10 de outubro de 2010   | Misrata                   | 2     | Egito          | 2009                |
| Qualificatório Europeu de 2011 (Grupo A)                 | 17 a 22 de maio de 2011     | Sófia                     | 1     | Bulgária       | 2007                |
| Qualificatório Europeu de 2011 (Grupo B)                 | 17 a 22 de maio de 2011     | Mahilou                   | 1     | Sérvia         | 2005                |
| Qualificatório Europeu de 2011 (Grupo C)                 | 17 a 22 de maio de 2011     | Nitra                     | 1     | Espanha        | 2005                |
| Qualificatório Europeu de 2011 (Grupo D)                 | 17 a 22 de maio de 2011     | Spergau                   | 1     | Alemanha       | 2005                |
| Qualificatório Europeu de 2011 (Melhor segundo colocado) | 17 a 22 de maio de 2011     | Europa                    | 1     | Bélgica        | 2009                |
| Total                                                    |                             |                           | 16    |                |                     |

## Locais dos jogos
| Local 1                                    |
| ------------------------------------------ |
| Partidas dos Grupos A,C, E e F; Fase final |
| Rio de Janeiro, Brasil                     |
| Maracanãzinho                              |
| Capacidade:12 600                          |
|                                            |

| Local 2                                                               |
| --------------------------------------------------------------------- |
| Partidas dos Grupos B, D, G e H; classificação de posições inferiores |
| Niterói, Brasil                                                       |
| Ginásio Caio Martins                                                  |
| Capacidade:4 500                                                      |

## Formato de disputa
As 16 representações foram divididas proporcionalmente em quatro grupos. As seleções jogaram dentro de seus respectivos grupos sistema de pontos corridos. As duas melhores equipes de cada grupo compuseram os Grupos E e F, persistindo na luta pelo título; já as de classificação inferior foram reunidas nos Grupos G e H, no qual visaram as posições inferiores do nono ao décimo sexto lugares.
Na segunda fase, as duas melhores equipes dos Grupos E e F, se enfrentaram em cruzamento olímpico nas semifinais; já os times eliminados disputaram as posições do quinto ao oitavo lugares.
Os vencedores das semifinais se enfrentaram na sinal e os perdedores na  disputa pelo bronze.

## Primeira fase
|  | Qualificados para a Segunda Fase (Grupo E ou F) |
|  | Qualificados para a Segunda Fase (Grupo G ou H) |

### Grupo A
Classificação
|     |                |     | Jogos | Jogos | Jogos | Pontos | Pontos | Pontos | Sets | Sets | Sets  |
| Pos | Equipe         | Pts | T     | V     | D     | V      | P      | R      | V    | P    | R     |
| --- | -------------- | --- | ----- | ----- | ----- | ------ | ------ | ------ | ---- | ---- | ----- |
| 1   | Estados Unidos | 6   | 3     | 2     | 1     | 257    | 239    | 1.075  | 7    | 4    | 1.750 |
| 2   | Brasil         | 6   | 3     | 2     | 1     | 312    | 297    | 1.051  | 8    | 6    | 1.333 |
| 3   | Japão          | 4   | 3     | 2     | 1     | 306    | 311    | 0.984  | 7    | 7    | 1,000 |
| 4   | Bulgária       | 2   | 3     | 0     | 3     | 271    | 299    | 0.906  | 4    | 9    | 0.444 |

Resultados
| Data  | Hora  |                   | Placar |                | Set 1 | Set 2 | Set 3 | Set 4 | Set 5 | Total   | Relatório |
| ----- | ----- | ----------------- | ------ | -------------- | ----- | ----- | ----- | ----- | ----- | ------- | --------- |
| 1 ago | 16:00 | 'Estados Unidos ' | 3–0    | Bulgária       | 25–22 | 25–18 | 25–21 |       |       | 75–61   | 75–61     |
| 1 ago | 18:30 | Brasil            | 2–3    | ' Japão'       | 25–21 | 19–25 | 20–25 | 25–22 | 16–18 | 105–111 | 105–111   |
| 2 ago | 16:00 | 'Japão '          | 3–2    | Bulgária       | 20–25 | 20–25 | 33–31 | 25–18 | 15–11 | 113–110 | 113–110   |
| 2 ago | 18:30 | 'Brasil '         | 3–1    | Estados Unidos | 25–19 | 21–25 | 25–23 | 25–19 |       | 96–86   | 96–86     |
| 3 ago | 16:00 | 'Estados Unidos ' | 3–1    | Japão          | 25–20 | 21–25 | 25–18 | 25–19 |       | 96–82   | 96–82     |
| 3 ago | 18:30 | Bulgária          | 2–3    | ' Brasil'      | 25–23 | 19–25 | 25–23 | 23–25 | 8–15  | 100–111 | 100–111   |

### Grupo B
Classificação
|     |            |     | Jogos | Jogos | Jogos | Pontos | Pontos | Pontos | Sets | Sets | Sets  |
| Pos | Equipe     | Pts | T     | V     | D     | V      | P      | R      | V    | P    | R     |
| --- | ---------- | --- | ----- | ----- | ----- | ------ | ------ | ------ | ---- | ---- | ----- |
| 1   | Argentina  | 9   | 3     | 3     | 0     | 270    | 207    | 1.304  | 9    | 2    | 4.500 |
| 2   | Espanha    | 6   | 3     | 2     | 1     | 217    | 186    | 1.167  | 7    | 3    | 2.333 |
| 3   | Porto Rico | 2   | 3     | 1     | 2     | 226    | 267    | 0.846  | 4    | 8    | 0.500 |
| 4   | Tunísia    | 1   | 3     | 0     | 3     | 205    | 258    | 0.795  | 2    | 9    | 0.222 |

Resultados
| Data  | Hora  |              | Placar |               | Set 1 | Set 2 | Set 3 | Set 4 | Set 5 | Total  | Relatório |
| ----- | ----- | ------------ | ------ | ------------- | ----- | ----- | ----- | ----- | ----- | ------ | --------- |
| 1 ago | 10:00 | 'Argentina ' | 3–1    | Porto Rico    | 23–25 | 25–17 | 25–19 | 25–17 |       | 98–78  | 98–78     |
| 1 ago | 12:30 | Tunísia      | 0–3    | ' Espanha'    | 14–25 | 18–25 | 17–25 |       |       | 49–75  | 49–75     |
| 2 ago | 10:00 | Porto Rico   | 0–3    | ' Espanha'    | 7–25  | 15–25 | 18–25 |       |       | 40–75  | 40–75     |
| 2 ago | 12:30 | 'Argentina ' | 3–0    | Tunísia       | 25–17 | 25–23 | 25–22 |       |       | 75–62  | 75–62     |
| 3 ago | 10:00 | Espanha      | 1–3    | ' Argentina'  | 20–25 | 25–22 | 14–25 | 8–25  |       | 67–97  | 67–97     |
| 3 ago | 12:30 | Tunísia      | 2–3    | ' Porto Rico' | 25–20 | 13–25 | 25–23 | 20–25 | 11–15 | 94–108 | 94–108    |

### Grupo C
Classificação
|     |          |     | Jogos | Jogos | Jogos | Pontos | Pontos | Pontos | Sets | Sets | Sets  |
| Pos | Equipe   | Pts | T     | V     | D     | V      | P      | R      | V    | P    | R     |
| --- | -------- | --- | ----- | ----- | ----- | ------ | ------ | ------ | ---- | ---- | ----- |
| 1   | Rússia   | 9   | 3     | 3     | 0     | 249    | 195    | 1.277  | 9    | 1    | 9,000 |
| 2   | Índia    | 6   | 3     | 2     | 1     | 227    | 218    | 1.041  | 6    | 4    | 1.500 |
| 3   | Egito    | 3   | 3     | 1     | 2     | 197    | 242    | 0.814  | 3    | 7    | 0.429 |
| 4   | Alemanha | 0   | 3     | 0     | 3     | 273    | 291    | 0.938  | 3    | 9    | 0.333 |

Resultados
| Data  | Hora  |           | Placar |           | Set 1 | Set 2 | Set 3 | Set 4 | Set 5 | Total | Relatório |
| ----- | ----- | --------- | ------ | --------- | ----- | ----- | ----- | ----- | ----- | ----- | --------- |
| 1 ago | 10:00 | 'Índia '  | 3–1    | Alemanha  | 19–25 | 25–21 | 25–23 | 25–20 |       | 94–89 | 94–89     |
| 1 ago | 12:30 | 'Rússia ' | 3–0    | Egito     | 25–16 | 25–16 | 25–13 |       |       | 75–45 | 75–45     |
| 2 ago | 10:00 | 'Egito '  | 3–1    | Alemanha  | 26–24 | 25–20 | 22–25 | 25–23 |       | 98–92 | 98–92     |
| 2 ago | 12:30 | 'Rússia ' | 3–0    | Índia     | 25–23 | 25–17 | 25–18 |       |       | 75–58 | 75–58     |
| 3 ago | 10:00 | 'Índia '  | 3–0    | Egito     | 25–17 | 25–19 | 25–18 |       |       | 75–54 | 75–54     |
| 3 ago | 12:30 | Alemanha  | 1–3    | ' Rússia' | 20–25 | 26–24 | 23–25 | 23–25 |       | 92–99 | 92–99     |

### Grupo D
Classificação
|     |         |     | Jogos | Jogos | Jogos | Pontos | Pontos | Pontos | Sets | Sets | Sets  |
| Pos | Equipe  | Pts | T     | V     | D     | V      | P      | R      | V    | P    | R     |
| --- | ------- | --- | ----- | ----- | ----- | ------ | ------ | ------ | ---- | ---- | ----- |
| 1   | Sérvia  | 7   | 3     | 3     | 0     | 295    | 247    | 1.194  | 9    | 4    | 2.250 |
| 2   | Irã     | 7   | 3     | 2     | 1     | 282    | 258    | 1.093  | 8    | 4    | 2,000 |
| 3   | Bélgica | 3   | 3     | 1     | 2     | 212    | 235    | 0.902  | 4    | 6    | 0.667 |
| 4   | Canadá  | 1   | 3     | 0     | 3     | 206    | 255    | 0.808  | 2    | 9    | 0.222 |

Resultados
| Data  | Hora  |           | Placar |            | Set 1 | Set 2 | Set 3 | Set 4 | Set 5 | Total   | Relatório |
| ----- | ----- | --------- | ------ | ---------- | ----- | ----- | ----- | ----- | ----- | ------- | --------- |
| 1 ago | 16:00 | 'Irã '    | 3–0    | Canadá     | 25–19 | 25–19 | 25–20 |       |       | 75–58   | 75–58     |
| 1 ago | 18:30 | 'Sérvia ' | 3–0    | Bélgica    | 25–21 | 25–15 | 25–16 |       |       | 75–52   | 75–52     |
| 2 ago | 16:00 | Canadá    | 0–3    | ' Bélgica' | 23–25 | 22–25 | 17–25 |       |       | 62–75   | 62–75     |
| 2 ago | 18:30 | Irã       | 2–3    | ' Sérvia'  | 25–23 | 25–22 | 28–30 | 18–25 | 13–15 | 109–115 | 109–115   |
| 3 ago | 16:00 | Bélgica   | 1–3    | ' Irã'     | 20–25 | 25–23 | 23–25 | 17–25 |       | 85–98   | 85–98     |
| 3 ago | 18:30 | 'Sérvia ' | 3–2    | Canadá     | 25–17 | 19–25 | 25–15 | 21–25 | 15–4  | 105–86  | 105–86    |

## Segunda fase
|  | Qualificados para as Semifinais                   |
|  | Qualificados para a disputa do 5º ao 8º lugares   |
|  | Qualificados para a disputa do 9º ao 12º lugares  |
|  | Qualificados para a disputa do 13º ao 16º lugares |

### Grupo E
Classificação
|     |                |     | Jogos | Jogos | Jogos | Sets | Sets | Sets  | Pontos | Pontos | Pontos |
| Pos | Equipe         | Pts | T     | V     | D     | V    | P    | R     | V      | P      | R      |
| --- | -------------- | --- | ----- | ----- | ----- | ---- | ---- | ----- | ------ | ------ | ------ |
| 1   | Rússia         | 8   | 3     | 3     | 0     | 9    | 2    | 4.500 | 261    | 225    | 1.160  |
| 2   | Estados Unidos | 6   | 3     | 2     | 1     | 8    | 6    | 1.333 | 316    | 299    | 1.057  |
| 3   | Irã            | 3   | 3     | 1     | 2     | 4    | 6    | 0.667 | 215    | 239    | 0.900  |
| 4   | Espanha        | 1   | 3     | 0     | 3     | 2    | 9    | 0.222 | 236    | 265    | 0.891  |

Resultados
| Data  | Hora  |                   | Placar |                | Set 1 | Set 2 | Set 3 | Set 4 | Set 5 | Total   | Relatório |
| ----- | ----- | ----------------- | ------ | -------------- | ----- | ----- | ----- | ----- | ----- | ------- | --------- |
| 5 ago | 12:30 | Espanha           | 0–3    | ' Rússia'      | 20–25 | 18–25 | 20–25 |       |       | 58–75   | 58–75     |
| 5 ago | 16:00 | 'Estados Unidos ' | 3–1    | Irã            | 22–25 | 25–20 | 25–15 | 25–17 |       | 97–77   | 97–77     |
| 6 ago | 10:00 | Irã               | 0–3    | ' Rússia'      | 21–25 | 19–25 | 22–25 |       |       | 62–75   | 62–75     |
| 6 ago | 16:00 | 'Estados Unidos ' | 3–2    | Espanha        | 25–21 | 20–25 | 26–24 | 28–30 | 15–11 | 114–111 | 114–111   |
| 7 ago | 10:00 | Espanha           | 0–3    | ' Irã'         | 24–26 | 20–25 | 23–25 |       |       | 67–76   | 67–76     |
| 7 ago | 16:00 | 'Rússia '         | 3–2    | Estados Unidos | 19–25 | 27–29 | 25–21 | 25–17 | 15–13 | 111–105 | 111–105   |

### Grupo F
Classificação
|     |           |     | Jogos | Jogos | Jogos | Pontos | Pontos | Pontos | Sets | Sets | Sets  |
| Pos | Equipe    | Pts | T     | V     | D     | V      | P      | R      | V    | P    | R     |
| --- | --------- | --- | ----- | ----- | ----- | ------ | ------ | ------ | ---- | ---- | ----- |
| 1   | Argentina | 7   | 3     | 2     | 1     | 276    | 276    | 1,000  | 8    | 5    | 1.600 |
| 2   | Sérvia    | 5   | 3     | 2     | 1     | 261    | 248    | 1.052  | 6    | 6    | 1,000 |
| 3   | Brasil    | 4   | 3     | 1     | 2     | 276    | 266    | 1.038  | 6    | 6    | 1,000 |
| 4   | Índia     | 2   | 3     | 1     | 2     | 286    | 309    | 0.926  | 5    | 8    | 0.625 |

Resultados
| Data  | Hora  |              | Placar |              | Set 1 | Set 2 | Set 3 | Set 4 | Set 5 | Total   | Relatório |
| ----- | ----- | ------------ | ------ | ------------ | ----- | ----- | ----- | ----- | ----- | ------- | --------- |
| 5 ago | 10:00 | 'Argentina ' | 3–1    | Índia        | 25–21 | 23–25 | 25–16 | 25–19 |       | 98–81   | 98–81     |
| 5 ago | 18:30 | 'Brasil '    | 3–0    | Sérvia       | 25–16 | 25–19 | 25–21 |       |       | 75–56   | 75–56     |
| 6 ago | 12:30 | 'Sérvia '    | 3–1    | Índia        | 25–13 | 19–25 | 25–22 | 27–25 |       | 96–85   | 96–85     |
| 6 ago | 18:30 | Brasil       | 1–3    | ' Argentina' | 25–14 | 20–25 | 24–26 | 17–25 |       | 86–90   | 86–90     |
| 7 ago | 12:30 | Argentina    | 2–3    | ' Sérvia'    | 26–24 | 18–25 | 25–20 | 10–25 | 9–15  | 88–109  | 88–109    |
| 7 ago | 18:30 | 'Índia '     | 3–2    | Brasil       | 36–34 | 22–25 | 21–25 | 25–17 | 16–14 | 120–115 | 120–115   |

### Grupo G
Classificação
|     |         |     | Jogos | Jogos | Jogos | Pontos | Pontos | Pontos | Sets | Sets | Sets  |
| Pos | Equipe  | Pts | T     | V     | D     | V      | P      | R      | V    | P    | R     |
| --- | ------- | --- | ----- | ----- | ----- | ------ | ------ | ------ | ---- | ---- | ----- |
| 1   | Canadá  | 8   | 3     | 3     | 0     | 276    | 230    | 1.200  | 9    | 3    | 3,000 |
| 2   | Japão   | 5   | 3     | 2     | 1     | 219    | 235    | 0.932  | 6    | 5    | 1.200 |
| 3   | Tunísia | 3   | 3     | 1     | 2     | 244    | 248    | 0.984  | 4    | 7    | 0.571 |
| 4   | Egito   | 2   | 3     | 0     | 3     | 278    | 304    | 0.914  | 5    | 9    | 0.556 |

Resultados
| Data  | Hora  |            | Placar |           | Set 1 | Set 2 | Set 3 | Set 4 | Set 5 | Total   | Relatório |
| ----- | ----- | ---------- | ------ | --------- | ----- | ----- | ----- | ----- | ----- | ------- | --------- |
| 5 ago | 10:00 | Japão      | 0–3    | ' Canadá' | 12–25 | 17–25 | 14–25 |       |       | 43–75   | 43–75     |
| 5 ago | 12:30 | 'Tunísia ' | 3–1    | Egito     | 23–25 | 25–21 | 25–18 | 25–13 |       | 98–77   | 98–77     |
| 6 ago | 12:30 | 'Canadá '  | 3–2    | Egito     | 19–25 | 25–20 | 25–17 | 21–25 | 15–11 | 105–98  | 105–98    |
| 6 ago | 16:00 | 'Japão '   | 3–0    | Tunísia   | 25–19 | 25–20 | 25–18 |       |       | 75–57   | 75–57     |
| 7 ago | 10:00 | Tunísia    | 1–3    | ' Canadá' | 20–25 | 21–25 | 25–21 | 23–25 |       | 89–96   | 89–96     |
| 7 ago | 18:30 | Egito      | 2–3    | ' Japão'  | 18–25 | 25–15 | 25–20 | 21–25 | 14–16 | 103–101 | 103–101   |

### Grupo H
Classificação
|     |            |     | Jogos | Jogos | Jogos | Pontos | Pontos | Pontos | Sets | Sets | Sets  |
| Pos | Equipe     | Pts | T     | V     | D     | V      | P      | R      | V    | P    | R     |
| --- | ---------- | --- | ----- | ----- | ----- | ------ | ------ | ------ | ---- | ---- | ----- |
| 1   | Bélgica    | 8   | 3     | 3     | 0     | 284    | 258    | 1.101  | 9    | 3    | 3,000 |
| 2   | Alemanha   | 7   | 3     | 2     | 1     | 293    | 268    | 1.093  | 8    | 4    | 2,000 |
| 3   | Bulgária   | 3   | 3     | 1     | 2     | 239    | 222    | 1.077  | 4    | 6    | 0.667 |
| 4   | Porto Rico | 0   | 3     | 0     | 3     | 189    | 257    | 0.735  | 1    | 9    | 0.111 |

Resultados
| Data  | Hora  |             | Placar |             | Set 1 | Set 2 | Set 3 | Set 4 | Set 5 | Total   | Relatório |
| ----- | ----- | ----------- | ------ | ----------- | ----- | ----- | ----- | ----- | ----- | ------- | --------- |
| 5 ago | 16:00 | Porto Rico  | 1–3    | ' Alemanha' | 14–25 | 22–25 | 34–32 | 12–25 |       | 82–107  | 82–107    |
| 5 ago | 18:30 | Bulgária    | 1–3    | ' Bélgica'  | 23–25 | 19–25 | 25–22 | 23–25 |       | 90–97   | 90–97     |
| 6 ago | 10:00 | 'Bélgica '  | 3–2    | Alemanha    | 23–25 | 25–20 | 28–26 | 21–25 | 15–10 | 112–106 | 112–106   |
| 6 ago | 18:30 | 'Bulgária ' | 3–0    | Porto Rico  | 25–15 | 25–12 | 25–18 |       |       | 75–45   | 75–45     |
| 7 ago | 12:30 | Porto Rico  | 0–3    | ' Bélgica'  | 22–25 | 19–25 | 21–25 |       |       | 62–75   | 62–75     |
| 7 ago | 16:00 | 'Alemanha ' | 3–0    | Bulgária    | 25–23 | 29–27 | 26–24 |       |       | 80–74   | 80–74     |

## Fase final

### Classificação 13º ao 16º lugares
| Data  | Hora  |             | Placar |            | Set 1 | Set 2 | Set 3 | Set 4 | Set 5 | Total   | Relatório |
| ----- | ----- | ----------- | ------ | ---------- | ----- | ----- | ----- | ----- | ----- | ------- | --------- |
| 8 ago | 16:00 | 'Tunísia '  | 3–2    | Porto Rico | 27–29 | 25–21 | 25–21 | 23–25 | 15–12 | 115–108 | 115–108   |
| 8 ago | 19:00 | 'Bulgária ' | 3–0    | Egito      | 25–22 | 25–19 | 25–19 |       |       | 75–60   | 75–60     |

### Classificação 9º ao 12º lugares
| Data  | Hora  |            | Placar |             | Set 1 | Set 2 | Set 3 | Set 4 | Set 5 | Total | Relatório |
| ----- | ----- | ---------- | ------ | ----------- | ----- | ----- | ----- | ----- | ----- | ----- | --------- |
| 9 Aug | 10:00 | Canadá     | 1–3    | ' Alemanha' | 25–16 | 19–25 | 23–25 | 18–25 |       | 85–91 | 85–91     |
| 9 Aug | 12:30 | 'Bélgica ' | 3–0    | Japão       | 25–19 | 25–22 | 25–18 |       |       | 75–59 | 75–59     |

### Classificação 5º ao 8º lugares
| Data  | Hora  |           | Placar |         | Set 1 | Set 2 | Set 3 | Set 4 | Set 5 | Total | Relatório |
| ----- | ----- | --------- | ------ | ------- | ----- | ----- | ----- | ----- | ----- | ----- | --------- |
| 9 ago | 10:00 | 'Irã '    | 3–0    | Índia   | 25–11 | 25–22 | 25–21 |       |       | 75–54 | 75–57     |
| 9 ago | 18:30 | 'Brasil ' | 3–1    | Espanha | 25–20 | 18–25 | 25–20 | 25–16 |       | 93–81 | 93–81     |

### Semifinais
| Data  | Hora  |              | Placar |                | Set 1 | Set 2 | Set 3 | Set 4 | Set 5 | Total  | Relatório |
| ----- | ----- | ------------ | ------ | -------------- | ----- | ----- | ----- | ----- | ----- | ------ | --------- |
| 9 ago | 12:30 | 'Argentina ' | 3–1    | Estados Unidos | 27–29 | 28–26 | 25–19 | 25–20 |       | 105–94 | 105–94    |
| 9 ago | 16:00 | 'Rússia '    | 3–1    | Sérvia         | 25–22 | 25–15 | 23–25 | 25–13 |       | 98–75  | 98–75     |

### Décimo quinto lugar
| Data  | Hora  |            | Placar |          | Set 1 | Set 2 | Set 3 | Set 4 | Set 5 | Total | Relatório |
| ----- | ----- | ---------- | ------ | -------- | ----- | ----- | ----- | ----- | ----- | ----- | --------- |
| 9 ago | 16:00 | Porto Rico | 1–3    | ' Egito' | 25–17 | 14–25 | 23–25 | 21–25 |       | 83–92 | 83–92     |

### Décimo terceiro lugar
| Data  | Hora  |         | Placar |             | Set 1 | Set 2 | Set 3 | Set 4 | Set 5 | Total | Relatório |
| ----- | ----- | ------- | ------ | ----------- | ----- | ----- | ----- | ----- | ----- | ----- | --------- |
| 9 ago | 18:30 | Tunísia | 0–3    | ' Bulgária' | 15–25 | 22–25 | 17–25 |       |       | 54–75 | 54–75     |

### Décimo primeiro lugar
| Data   | Hora  |           | Placar |       | Set 1 | Set 2 | Set 3 | Set 4 | Set 5 | Total | Relatório |
| ------ | ----- | --------- | ------ | ----- | ----- | ----- | ----- | ----- | ----- | ----- | --------- |
| 10 ago | 09:00 | 'Canadá ' | 3–0    | Japão | 25–23 | 25–20 | 25–19 |       |       | 75–62 | 75–62     |

### Nono lugar
| Data   | Hora  |          | Placar |            | Set 1 | Set 2 | Set 3 | Set 4 | Set 5 | Total   | Relatório |
| ------ | ----- | -------- | ------ | ---------- | ----- | ----- | ----- | ----- | ----- | ------- | --------- |
| 10 ago | 11:00 | Alemanha | 2–3    | ' Bélgica' | 22–25 | 25–22 | 25–22 | 28–30 | 11–15 | 111–114 | 111–114   |

### Sétimo lugar
| Data   | Hora  |       | Placar |            | Set 1 | Set 2 | Set 3 | Set 4 | Set 5 | Total   | Relatório |
| ------ | ----- | ----- | ------ | ---------- | ----- | ----- | ----- | ----- | ----- | ------- | --------- |
| 10 ago | 09:00 | Índia | 2–3    | ' Espanha' | 25–21 | 25–17 | 21–25 | 12–25 | 17–19 | 100–107 | 100–107   |

### Quinto lugar
| Data   | Hora  |     | Placar |           | Set 1 | Set 2 | Set 3 | Set 4 | Set 5 | Total   | Relatório |
| ------ | ----- | --- | ------ | --------- | ----- | ----- | ----- | ----- | ----- | ------- | --------- |
| 10 ago | 11:00 | Irã | 2–3    | ' Brasil' | 22–25 | 25–20 | 25–19 | 22–25 | 10–15 | 104–104 | 104–104   |

### Terceiro lugar
| Data   | Hora  |                | Placar |           | Set 1 | Set 2 | Set 3 | Set 4 | Set 5 | Total | Relatório |
| ------ | ----- | -------------- | ------ | --------- | ----- | ----- | ----- | ----- | ----- | ----- | --------- |
| 10 ago | 13:30 | Estados Unidos | 1–3    | ' Sérvia' | 15–25 | 20–25 | 25–23 | 13–25 |       | 73–98 | 73–98     |

### Final
| Data   | Hora  |           | Placar |           | Set 1 | Set 2 | Set 3 | Set 4 | Set 5 | Total  | Relatório |
| ------ | ----- | --------- | ------ | --------- | ----- | ----- | ----- | ----- | ----- | ------ | --------- |
| 10 ago | 16:00 | Argentina | 2–3    | ' Rússia' | 19–25 | 25–23 | 25–21 | 18–25 | 12–15 | 99–109 | 99–109    |